# Àncora (arquitectura)
|  | Per a altres significats, vegeu «àncora». |

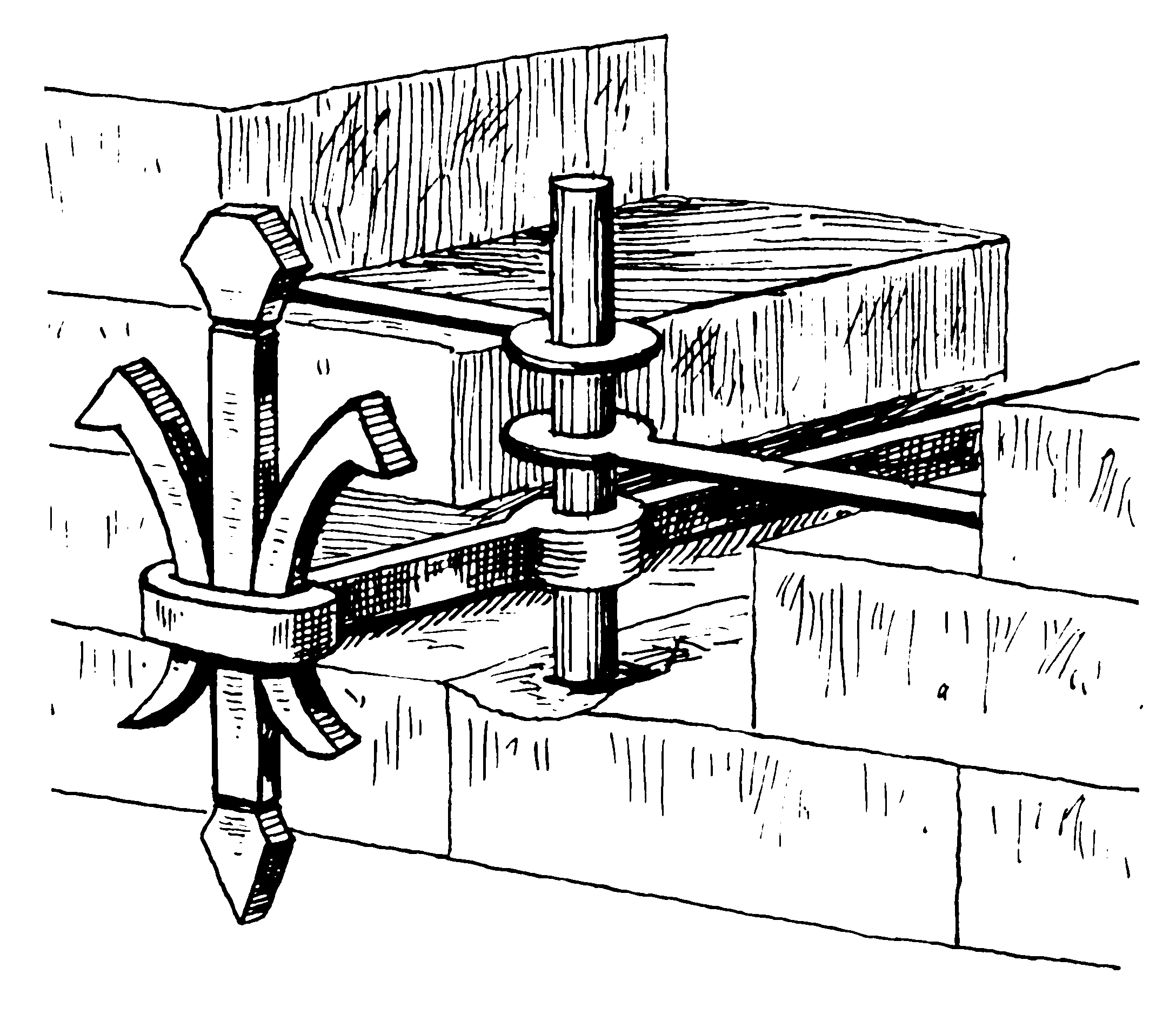
El principi de l'àncora de façana

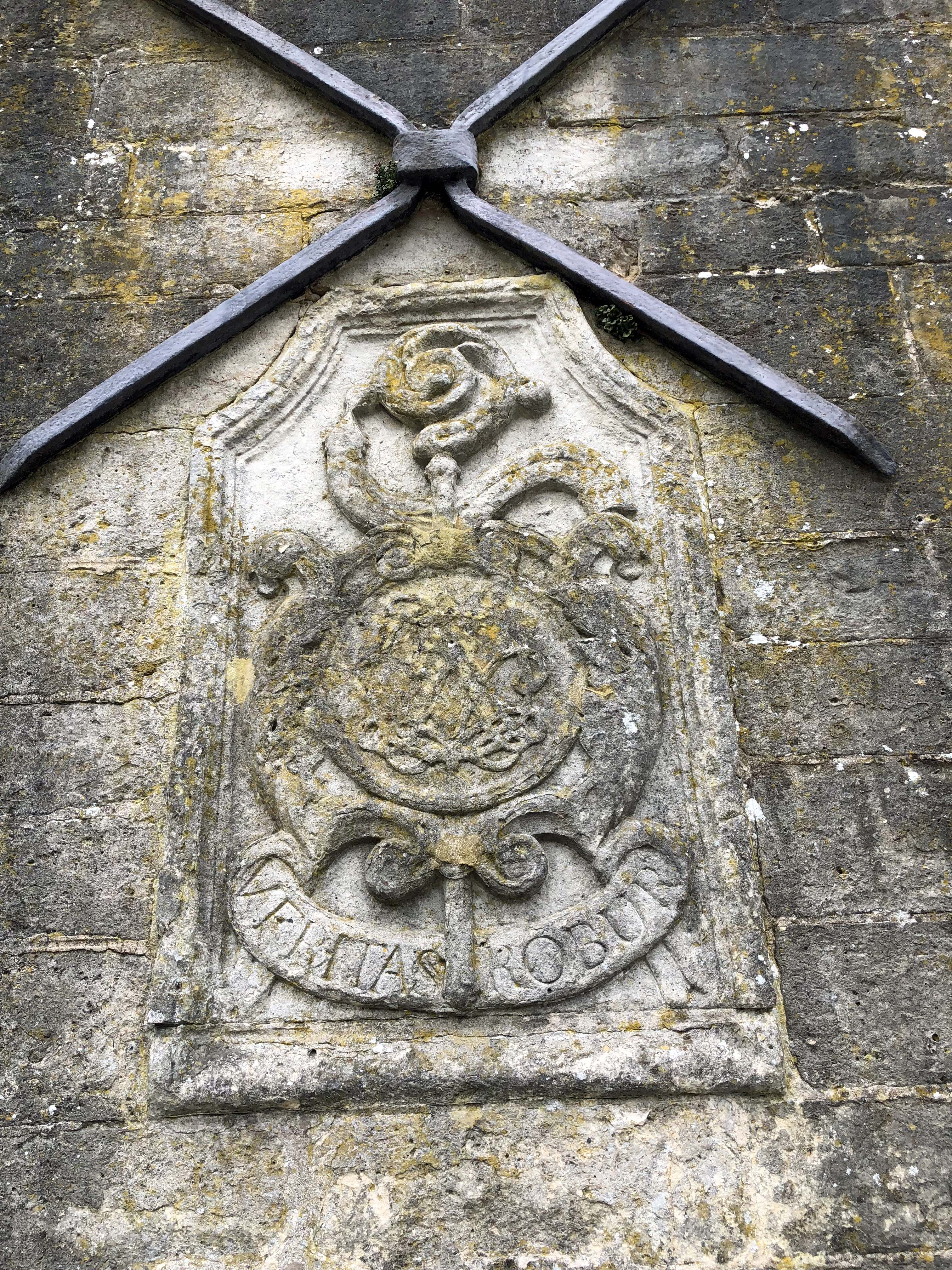
Àncora de façana a l'abadia de la Cambre a Bèlgica.

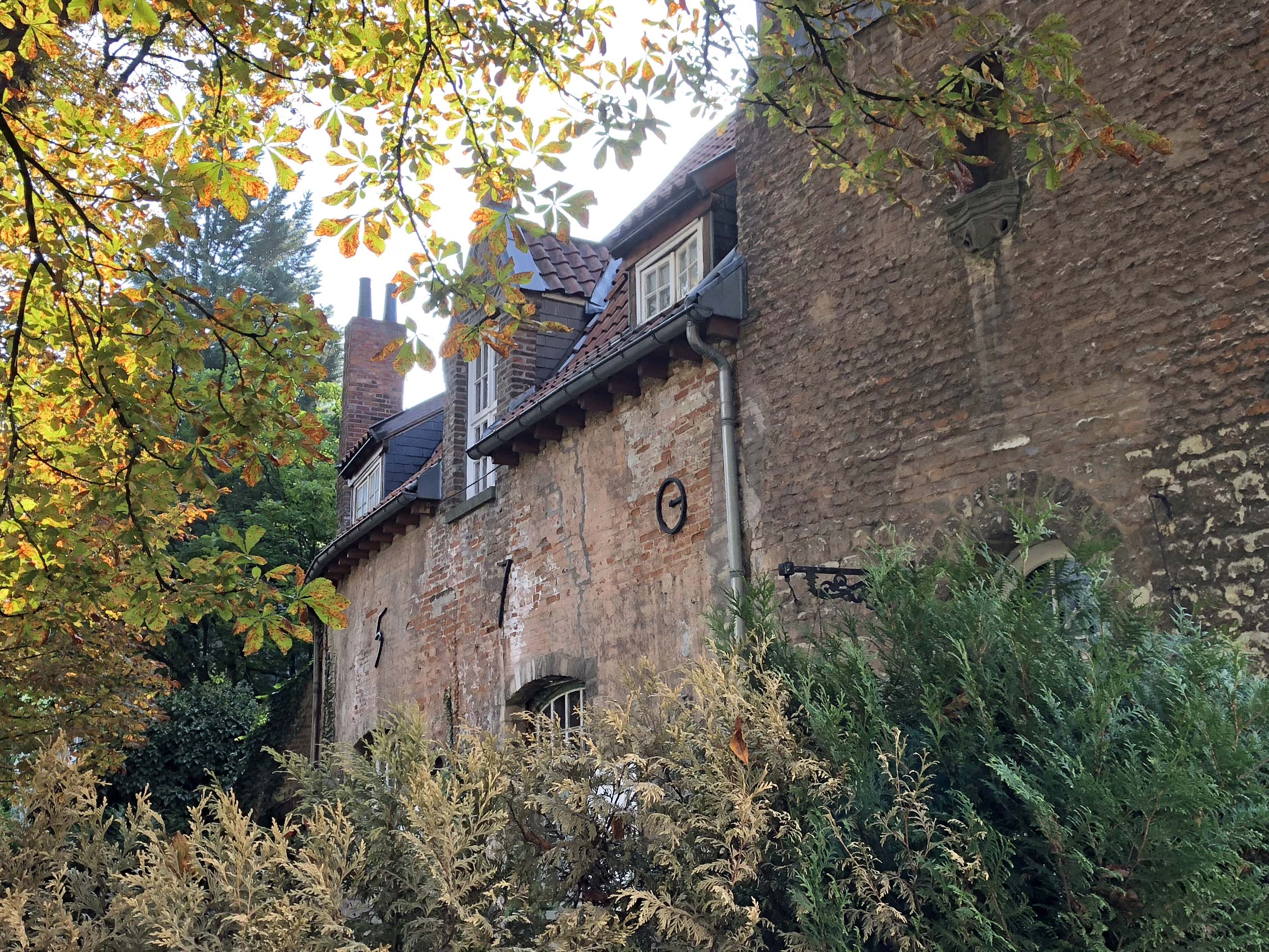
1570 : Data de construcció del Vieux Cornet a Uccle.

L'àncora, en arquitectura (o àncora de façana), és l'extremitat d'una barra de ferro, el tirant, destinada a impedir la separació de dues parets oposades o en angle.

## Històric
Segons Viollet-el-Duc, certes cases del S. XV presentaven "àncores de fusta, blocades per claus igualment de fusta, que relliguen les bigues del terra aux soleres altes i baixes dels panys de fusta de cara}".

## Descripció
Per necessitat, l'àncora essent destinada a recolzar sobre l'exterior de la paret, apareix en façana on és tractada com un adornament; pren una forma que va del la més simple a la més complexa: 
- simple barra
- cercle
- lletra X, Hi, S…
- croc
- rombe
- ferradura
- cor
- mostatxos
- flor de lis
- xifres que componen el mil·lèsim de la construcció o de la transformació de l'edifici
- monograma…

La totalitat pot també anomenar-se armadura metàl·lica.

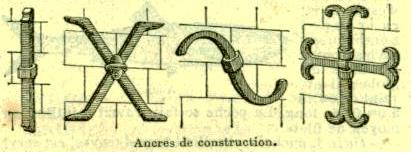
Diferents tipus d'àncores de façana.
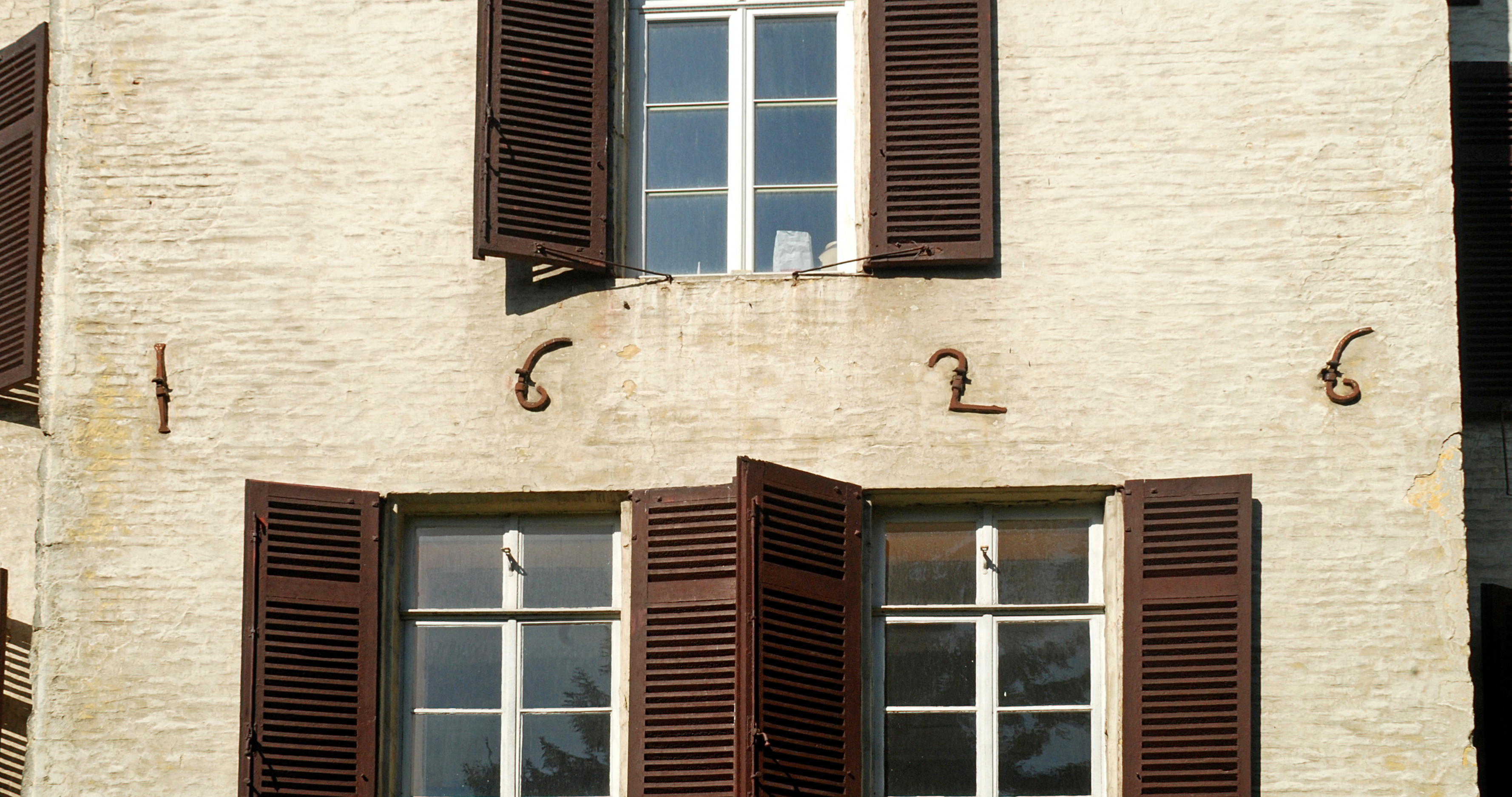
Les àncores del château d'Ottignies que componen la data de 1626.

|  |  |  |  |  |

|  |  |  |  |  |